# 皮埃尔·雷斯塔尼
皮埃尔·雷斯塔尼（Pierre Restany，1930年6月24日—2003年5月29日），另译比埃尔·里斯坦尼，二战后法国最重要的艺术评论家、艺术史家、文化哲学家。

## 簡歷
他出生于法国东比利牛斯省的阿梅利萊班帕拉勒達。在摩洛哥的卡萨布兰卡渡过了他的童年。1949年他回到法国，曾在法国亨利四世中学就讀，其後在法國、意大利和爱尔兰的大学学习，获得学士和美学、艺术史碩士学位。
他于1963年开始编辑艺术和建筑艺术《Domus》杂志，經常往返巴黎的蒙帕納斯和米兰之间。
1999年，他正式开始任官方职务：东京宫（Palais de Tokyo）首席主席；主持博士答辩、主办信息、评论。他也擔任蒙帕纳斯博物馆名誉主席。
皮埃尔·雷斯塔尼去世于2003年，现与若斯·德科克（1934-2010年）夫妇合葬於巴黎蒙巴纳斯公墓。他的遗嘱是将位於巴黎孔帕涅（Campagne Première）的遗产改造成「儿童当代艺术娱乐中心」 ，这里也是国际当代艺术文化的发源地之一。

## 新现实主义
新现实主义运动是由评论家皮埃尔·雷斯塔尼和艺术家伊夫·克萊因在1960年奠基的。他们在米兰发表了宣言，并且于1960-1970年成功举行许多重要的艺术活动和展览，例如：「高于达达四十度」（40 Degrees Above DADA）等等。该群组包括阿曼和雷西、尚·丁格利、克莱因、坦戈利、杜弗菜纳、汉斯和维尔格雷克、杜夫林·弗朗索瓦、凱薩·巴達奇尼、杜尚、尼基·德·圣法莱、安迪·沃霍尔等和其他许多艺术家。

## 著作
- 《皮埃尔·雷斯塔尼新现实主义》（原名："PIERRE RESTANY Le nouveau réalisme", Luna-Park, TRANSÉDITION 2007.）
- 《皮埃尔·雷斯塔尼新现实宣言》（原名：Pierre Restany, Manifeste des Nouveaux Réalistes, Editions Dilecta, Paris, 2007.）
- 《皮埃尔·雷斯塔尼旅行金兹伯格》（原名：Pierre Restany "Voyages de Ginzburg" , Editions Julien Blaine, Paris, France, 1980.）